# Brillia setenstettensis
Brillia setenstettensis är en tvåvingeart som först beskrevs av Gabriel Strobl 1880.  Brillia setenstettensis ingår i släktet Brillia och familjen fjädermyggor.
Artens utbredningsområde är Österrike. Inga underarter finns listade i Catalogue of Life.